# Alice Hunting in Africa
Série Alice Comedies
Alice Gets in Dutch
(1924) Alice and the Three Bears
(1924)
Pour plus de détails, voir Fiche technique et Distribution.
Alice Hunting in Africa  est un court métrage d'animation américain muet de la série Alice Comedies sorti en 1924.

## Synopsis
Alice et Julius participent à un safari en Afrique.

## Fiche technique
- Titre original : Alice Hunting in Africa

- Série : Alice Comedies
- Réalisation : Walt Disney
- Scénario : Walt Disney
- Animation : Walt Disney (1re version) ; Walt Disney, Rollin Hamilton, Thurston Harper, Ub Iwerks  (2e version)[1]
- Photographie : Roy Oliver Disney
- Montage : Margaret J. Winkler
- Production : Margaret J. Winkler
- Société de production : Disney Brothers Studios
- Société de distribution : Margaret J. Winkler (1924)
- Pays de production :  États-Unis
- Format d'image : noir et blanc - 35 mm - 1,37:1 - muet
- Genre : animation et prises de vues réelles
- Durée : 7 min
- Date de sortie : 15 novembre 1924 (États-Unis)

Source : Walt in Wonderland

## Distribution
- Virginia Davis : Alice

## Commentaires
Produit en décembre 1923, le film a été livré une première fois en janvier 1924 avec des animations réalisées uniquement par Walt Disney et une seconde fois en octobre 1924, avec des animations refaites par Rollin Hamilton, Thurston Harper et Ub Iwerks, mais sans le prologue qui a été supprimé. Une partie de l'animation a été reprise de Alice's Day at Sea (1924)